# Ionikos Neas Filadelfeias BC
El Ionikos Neas Filadelfeias BC (griego: Α.Σ. Ιωνικός Νέας Φιλαδέλφειας) es un equipo de baloncesto griego con sede en Nea Filadelfeia, que actualmente juega en la D Ethniki, la quinta división griega. Disputa sus partidos como local en el Zechariah Alexander Stadium, con capacidad para 400 espectadores.

## Historia
El club se creó en 1930, y llegó a competir en la A1 Ethniki entre las temporadas 2001-02 y 2004-05. En 2004 se trasladó temporalmente a Amaliada, pasando a denominarse durante esa temporada Ionikos N.F. Amaliadas. 
En la temporada 2003-04 disputó la Copa ULEB, mientras que en la temporada 2004-05 jugaron la FIBA Europe League.

## Jugadores destacados
| - Apostolos Kontos - Michalis Kakiouzis - Makis Nikolaidis - Tzanis Stavrakopoulos - Georgios Limniatis - Periklis Dorkofikis - Vassilis Soulis - Nikos Vetoulas - Nikos Papanikolopoulos - Antonios Asimakopoulos - Michalis Perrakis - Aris Tatarounis | - Teoman Alibegovic - Michael Koch - Antti Nikkilä - Larry Ayuso - / Justin Hamilton - Tony Dawson - Eddie Gill - Carl Thomas - Charles Jones - Antoine Carr - Robert Conley |